# Harlow (film, 1965)
Pour les articles homonymes, voir Harlow (homonymie).
Pour plus de détails, voir Fiche technique et Distribution.
Harlow est un film américain réalisé par Alex Segal, sorti en 1965.

## Synopsis
Ce film retrace la vie de l’actrice Jean Harlow. 
Biographie librement inspirée de la star des années 1930, alors qu'elle commence son ascension vers la célébrité. 

## Fiche technique
- Titre original : Harlow
- Réalisation : Alex Segal
- Scénario : Karl Tunberg
- Photographie : Jim Kilgore
- Création des décors : Duncan Cramer (en)
- Décorateur de plateau : Harry Gordon
- Musique : Al Ham et Nelson Riddle
- Production : William Sargent Jr., Lee Savin et Brandon Chase (producteur exécutif)
- Société de production : Theatrofilm
- Société de distribution : Magna
- Pays de production : États-Unis
- Langue : Anglais
- Format : Noir et blanc - Mono
- Genre : Drame
- Durée : 109 minutes
- Date de sortie :
  - États-Unis : 14 mai 1965 New York

## Distribution
- Carol Lynley : Jean Harlow
- Efrem Zimbalist Jr. : William Mansfield
- Ginger Rogers : Mama Jean Bello
- Barry Sullivan : Marino Bello
- Hurd Hatfield : Paul Bern
- Lloyd Bochner : Marc Peters
- Hermione Baddeley : Marie Dressler
- Audrey Totter : Marilyn
- John Williams : Jonathan Martin
- Audrey Christie : Thelma
- Michael Dante : Ed
- Jack Kruschen : Louis B. Mayer
- Celia Lovsky : Maria Ouspenskaïa
- Jim Plunkett : Stan Laurel
- John J. Fox : Oliver Hardy

## Autour du film
- Un autre film consacré à la vie de la star sortit la même année, Harlow, la blonde platine (Harlow) de Gordon Douglas avec Carroll Baker dans le rôle de Jean Harlow.